# Пине (Об)
Пине́ (фр. Piney) — коммуна во Франции, находится в регионе Шампань — Арденны. Департамент — Об. Административный центр кантона Пине. Округ коммуны — Труа.
Код INSEE коммуны — 10287.
Коммуна расположена приблизительно в 160 км к востоку от Парижа, в 70 км южнее Шалон-ан-Шампани, в 21 км к востоку от Труа.

## Население
Население коммуны на 2008 год составляло 1255 человек.
| 1962 | 1968 | 1975 | 1982 | 1990 | 1999 | 2008 |
| ---- | ---- | ---- | ---- | ---- | ---- | ---- |
| 978  | 1005 | 1037 | 1112 | 1124 | 1226 | 1255 |

## Администрация
| Период | Период | Фамилия              | Партия | Примечания |
| ------ | ------ | -------------------- | ------ | ---------- |
| 2001   | 2008   | Юбер Финанс          |        |            |
| 2008   |        | Кристиан Денормандье |        |            |

## Экономика
В 2007 году среди 797 человек в трудоспособном возрасте (15—64 лет) 616 были экономически активными, 181 — неактивными (показатель активности — 77,3 %, в 1999 году было 72,4 %). Из 616 активных работали 553 человека (298 мужчин и 255 женщин), безработных было 63 (25 мужчин и 38 женщин). Среди 181 неактивных 52 человека были учениками или студентами, 63 — пенсионерами, 66 были неактивными по другим причинам.

## Достопримечательности
- Часовня Брантиньи (XV—XVI века). Памятник истории с 1987 года[3]
- Часовня на кладбище (XVI век). Памятник истории с 1927 года[4]
- Крытый рынок. Памятник истории с 1972 года[5]

## Фотогалерея
- Приходская церковь
- Приходская церковь
- Интерьер церкви
- Карта коммуны